# Будинок на Боричевому Току, 23/3
Житловий будинок на Боричевому Току, 23/3 — пам'ятка архітектури зведена 1819 року, одна з найперших будівель нової забудови Подолу після пожежі 1811 року. Будинок становить інтерес як один із небагатьох фрагментів архітектури Подолу, що збереглася з першої чверті XIX століття.

## Опис
Одноповерховий дерев'яний будинок на високому цегляному цоколі з підвалом. З боку Боричевого Току, всупереч тодішнім обов'язковим для виконання типовим проектам, на фасаді симетрично розташовані два вікна (вимагалося влаштовувати три, п'ять тощо). У цокольному поверсі — три вікна, одне з яких глухе. Архітектура сучасного будинку точно відповідає обмірному кресленню, виконаному 1854 року.

## Історія
У 1812 році комісією для будівництва Подільської частини міста нащадкам священика Михайла Глядиковського замість його садибної ділянки, яка існувала на цьому місці до пожежі 1811 року, було виділено дві садиби під спорудження дерев'яних будинків. Незабаром садиби були об'єднані, і з 1815 до 1918 року складали єдину ділянку разом із розміщеною поряд садибою.
На фоні будинку було знято епізод фільму «Доля барабанщика».
З 1990-х років занедбаний. У 1995 році зареєстрований як пам'ятка архітектури.

## Галерея

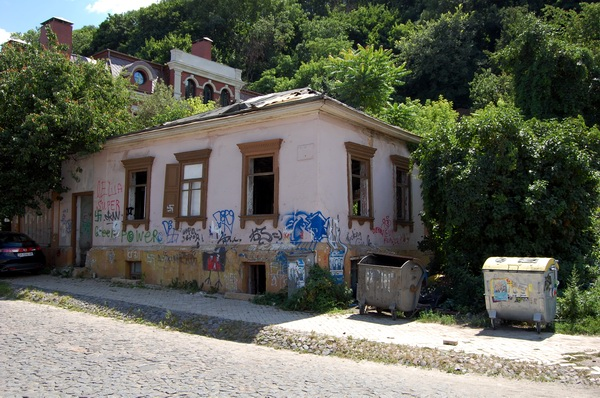
Будинок у 2009 році
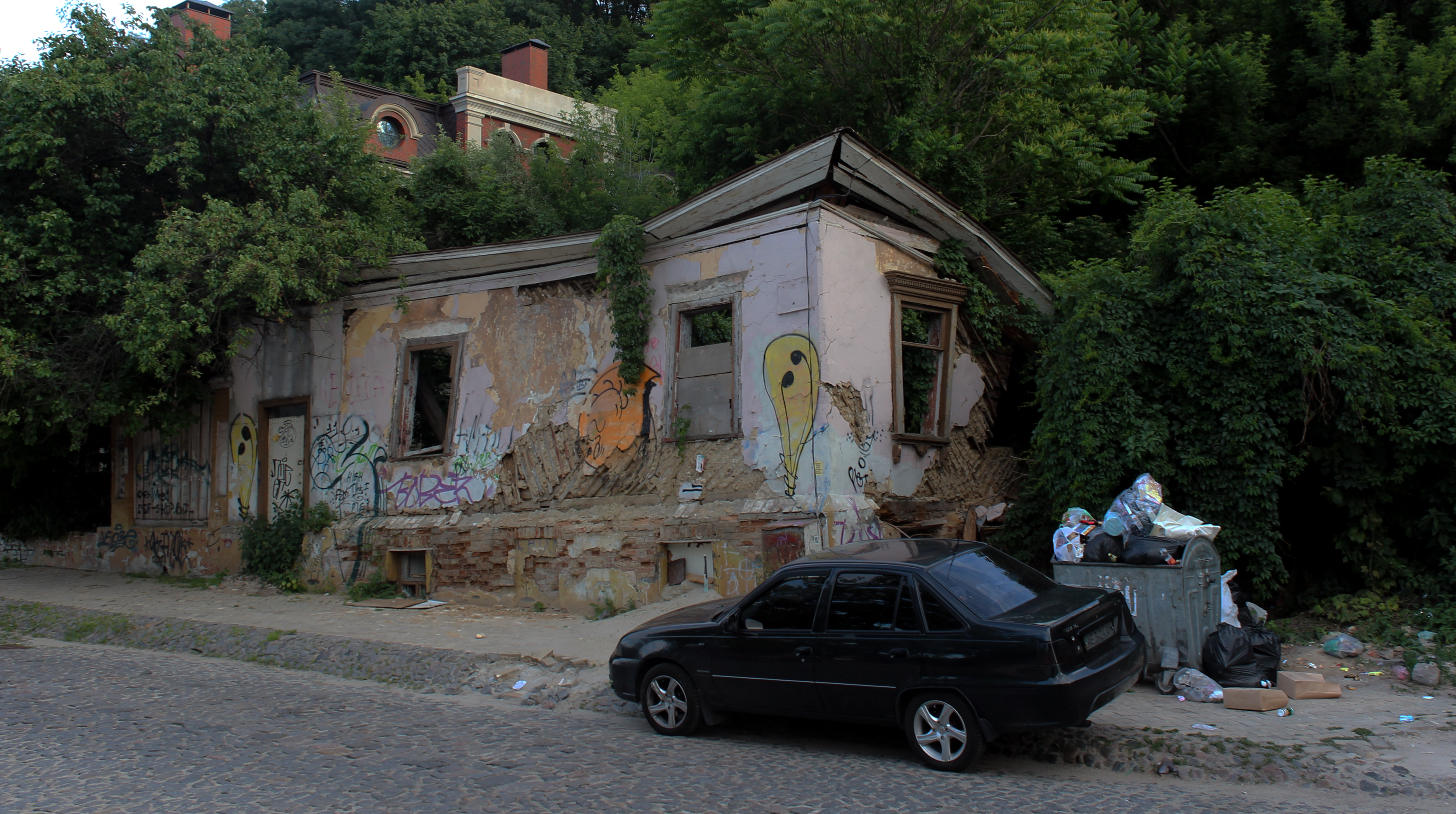
Будинок у 2017 році
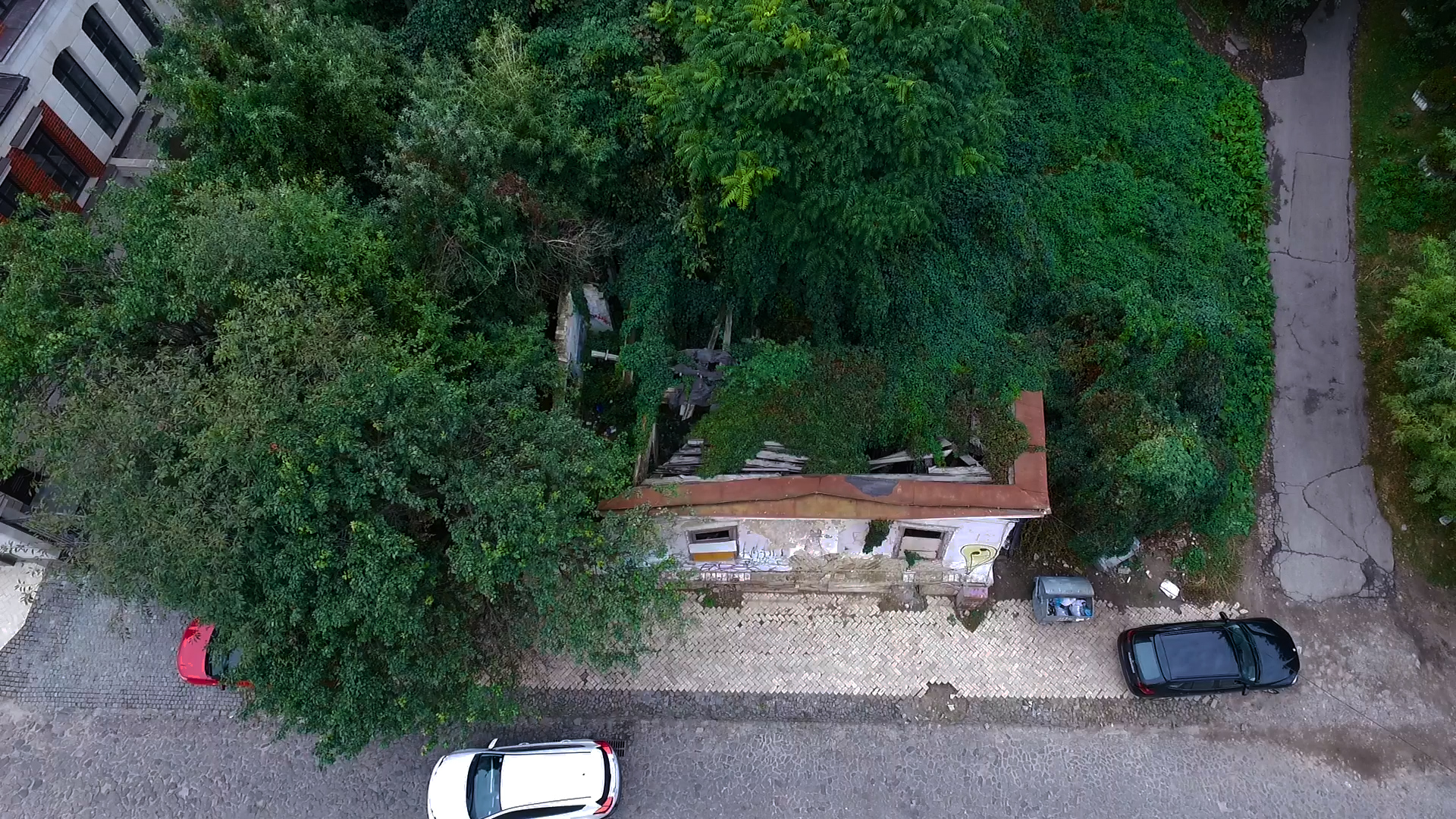
Сучасний вид зверху